# Canadian Soccer League 2003
La Canadian Soccer League 2003 fue la sexta edición de la liga de fútbol canadiense. Estuvo organizado por la Asociación Canadiense de Fútbol y participaron 13 clubes.
Al final del campeonato, los tres mejores clubes de cada conferencia participaron en rondas eliminatorias para definir a los dos finalistas. Brampton Hitmen y Vaughn Sun Devils disputaron la final del torneo el 5 de octubre de 2003. Brampton Hitmen ganó el partido 1-0 y se coronó campeón del certamen.
El torneo también entregó varios, entre ellos, al jugador más valioso que fue Phil Ionadi del Brampton Hitmen, el goleador Carlos Arghittu del St. Catharines Wolves y el técnico del año que fue  Jose Testas, Toronto Supra, entre otros.

## Equipos participantes
Todos los clubes del torneo:

### Conferencia Este
| Equipo            | Ciudad   | Estadio                           |
| ----------------- | -------- | --------------------------------- |
| Ottawa Wizards    | Ottawa   | OZ Optics Stadium                 |
| Toronto Supra     | Toronto  | Lamport Stadium                   |
| Vaughn Sun Devils | Maple    | St. Joan of Arc Turf Field        |
| Laval Dynamites   | Laval    | Centre Sportif Bois-de-Boulogneat |
| Metro Lions       | Brampton | Victoria Park Stadium             |
| Durham Flames     | Oshawa   | Oshawa Civic Stadium              |

### Conferencia Oeste
| Equipo                | Ciudad            | Estadio                 |
| --------------------- | ----------------- | ----------------------- |
| Hamilton Thunder      | Hamilton, Ontario | Brian Timmis Stadium    |
| Brampton Hitmen       | Brampton          | Victoria Park Stadium   |
| Toronto Croatia       | Toronto           | Centennial Park Stadium |
| St. Catharines Wolves | St. Catharines    | Club Roma Stadium       |
| North York Astros     | Toronto           | Esther Shiner Stadium   |
| Mississauga Olympians | Toronto           | Oshawa Civic Stadium    |
| London City           | London            | Hellenic Stadium        |

## Tabla general

### Conferencia Este
| Posición              | Equipo            | PJ | PG | PP | PE | GF | GC | GD  | Puntos |
| --------------------- | ----------------- | -- | -- | -- | -- | -- | -- | --- | ------ |
| 1                     | Ottawa Wizards    | 18 | 13 | 0  | 5  | 53 | 10 | +43 | 44     |
| 2                     | Toronto Supra     | 18 | 10 | 2  | 6  | 50 | 29 | +21 | 36     |
| 3                     | Vaughn Sun Devils | 18 | 7  | 4  | 7  | 41 | 30 | +11 | 28     |
| 4                     | Laval Dynamites   | 18 | 8  | 7  | 3  | 33 | 41 | -8  | 27     |
| 5                     | Metro Lions       | 18 | 5  | 10 | 3  | 26 | 29 | -3  | 18     |
| 6                     | Durham Flames     | 18 | 1  | 16 | 1  | 28 | 73 | -45 | 4      |
| Estadísticas finales. |                   |    |    |    |    |    |    |     |        |

 PJ = Partidos jugados; PG = Partidos ganados; PP = Partidos perdidos; PE = Partidos empatados;
GF = Goles a favor; GC = Goles en contra; GD = Goles de diferencia
| \| \| Equipos clasificados a una ronda eliminatoria \| |                                               |
|                                                        | Equipos clasificados a una ronda eliminatoria |

### Conferencia Oeste
| Posición              | Equipo                | PJ | PG | PP | PE | GF | GC | GD  | Puntos |
| --------------------- | --------------------- | -- | -- | -- | -- | -- | -- | --- | ------ |
| 1                     | Hamilton Thunder      | 18 | 11 | 3  | 4  | 38 | 19 | +19 | 37     |
| 2                     | Brampton Hitmen       | 18 | 10 | 5  | 3  | 38 | 25 | +13 | 33     |
| 3                     | Toronto Croatia       | 18 | 9  | 8  | 1  | 27 | 30 | -3  | 28     |
| 4                     | St. Catharines Wolves | 18 | 8  | 8  | 2  | 26 | 34 | -8  | 26     |
| 5                     | North York Astros     | 18 | 4  | 9  | 5  | 20 | 33 | -13 | 17     |
| 6                     | Mississauga Olympians | 18 | 4  | 10 | 4  | 19 | 30 | -11 | 16     |
| 7                     | London City           | 18 | 3  | 11 | 4  | 26 | 42 | -16 | 13     |
| Estadísticas finales. |                       |    |    |    |    |    |    |     |        |

 PJ = Partidos jugados; PG = Partidos ganados; PP = Partidos perdidos; PE = Partidos empatados;
GF = Goles a favor; GC = Goles en contra; GD = Goles de diferencia
| \| \| Equipos clasificados a una ronda eliminatoria \| |                                               |
|                                                        | Equipos clasificados a una ronda eliminatoria |

## Rondas eliminatorias

### Cuartos de final
| Fecha                    | Estadio            | Local              | Marcador  | Visita          | Ref   |
| ------------------------ | ------------------ | ------------------ | --------- | --------------- | ----- |
| 30 de septiembre de 2003 | Victoria Park      | Toronto Croatia    | 1-1 (4-3) | Brampton Hitmen | [ 3 ] |
| 1 de octubre de 2003     | Centennial Stadium | Vaughan Sun Devils | 4-3       | Toronto Supra   | [ 4 ] |

### Semifinal
| Fecha                | Estadio           | Local            | Marcador  | Visita            | Ref   |
| -------------------- | ----------------- | ---------------- | --------- | ----------------- | ----- |
| 3 de octubre de 2003 | Cove Road Stadium | Brampton Hitmen  | 1-1 (5-3) | London City       | [ 5 ] |
| 4 de octubre de 2003 | N/A               | Ottawa Wizards   | 0-0       | Vaughn Sun Devils | -     |
| 4 de octubre de 2003 | Cove Road Field   | Hamilton Thunder | 0-2       | Vaughn Sun Devils | [ 6 ] |

### Final
| 5 de octubre de 2003 | Brampton Hitmen | 1-0     | St. Catharines Wolves | Cove Road Field, |  |
|                      | K. Mella 27'    | Reporte | Turner (expulsado)    |                  |  |

## Premios
- Jugador más valioso: Phil Ionadi, Brampton Hitmen[1]
- Goleador: Carlos Arghittu[1]
- Técnico del año: Jose Testas, Toronto Supra[1]
- Mejor portero: Simon Eaddy, Ottawa Wizards[1]